# Mohamed Rezá Aref
Mohamed Rezá Aref (Yazd, 19 de diciembre de 1951) es un político y catedrático universitario iraní que ejerce como vicepresidente de Irán desde el 28 de julio de 2024 en el gabinete de Masoud Pezeshkian. Previamente ocupó ese mismo cargo entre 2001 y 2005 en el segundo gabinete de Mohammad Jatamí. 
Fue miembro del Consejo Superior de la Revolución Cultural y del Consejo de Discernimiento del Interés del Estado, catedrático de la Facultad de Ingeniería Eléctrica de la Universidad Tecnológica Sharif y presidente de la junta directiva de la Fundación Barán.

## Formación
Nacido en Yazd en 1951, Mohammad Rezá Aref se licenció en Electrónica en 1975 en la Universidad de Teherán y prosiguió sus estudios con una maestría en ingeniería eléctrica y un doctorado en ingeniería de telecomunicaciones en la Universidad Stanford en los años 1976 y 1980, respectivamente. Su tesis doctoral versó sobre teoría de la información en redes. 

## Carrera política
Tras años de carrera académica, primero en la Universidad Tecnológica de Isfahán y, entre 1994 y 1997, como rector de la Universidad de Teherán, el 28 de agosto de 1997 Mohammad Rezá Aref fue designado como ministro de Correos, Telégrafos y Teléfonos del primer gabinete del reformista Seyed Mohammad Jatamí, ministerio que después fue renombrado como de Comunicaciones y Tecnología de la Información. Presidió además el Instituto de Gestión y Planificación de Irán entre 2000 y 2001 y, entre 2001 y 2005, sirvió como vicepresidente primero del segundo gobierno de Jatamí. 

### Elecciones
En las elecciones legislativas de 2008, Aref era considerado la primera figura de la coalición reformista pero abandonó la carrera electoral tras vetar el Consejo de Guardianes más de 2.500 candidaturas, en su mayoría de su corriente. 
Mohammad Rezá Aref se inscribió como candidato en la elección del undécimo presidente de Irán el 10 de mayo de 2013, con el lema «sustento, dignidad y racionalidad». 